# BPG
بي بيه جي (Better Portable Graphics «الرسوميات المحمول الأفضل») هي صيغة ملفات للصور الرقمية أنشئت لتكون أصلح للضغط من ملفات جيه بيه إيه جي.